# Muzeum Polskiej Wódki

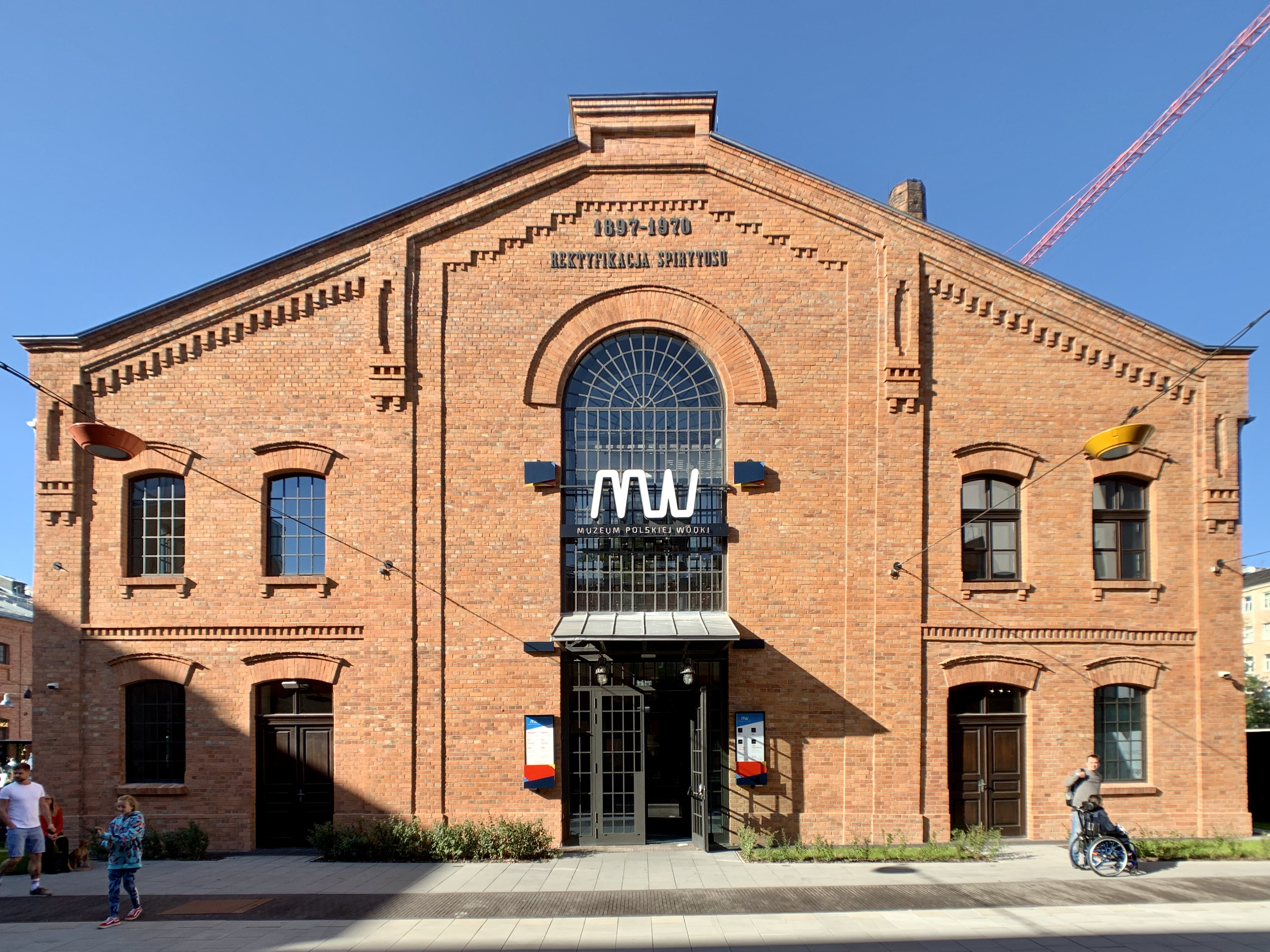
Die Südfassade des ehemaligen Rektifikationsgebäudes mit Eingang zum Museum

Das Muzeum Polskiej Wódki (deutsch Museum des Polnischen Wodkas) ist ein Museum im Warschauer Stadtdistrikt Praga-Północ am Plac Konesera 1. Das Museum ist der Geschichte des Wodkas gewidmet und ist das weltweit einzige, in dem ausschließlich aus Polen stammender Wodka (“Polska Wódka”) thematisiert wird.

## “Polska Wódka”
Auf Basis der Aufnahme polnischen Wodkas als geschützte geografische Angabe (g.g.A.) in das EU-Qualitätsregister verabschiedete der polnische Sejm im Jahr 2013 ein Gesetz, welches den Begriff des Polnischen Wodkas (“Polska Wódka”) definiert: ein Alkohol, zu dessen Herstellung wahlweise Kartoffeln, Roggen, Weizen, Hafer, Gerste oder Triticale zuzüglich gereinigtem und demineralisiertem Wasser verwendet wird. Für den klaren Wodka gilt das Reinheitsgebot, beim Geschmackswodka dürfen bestimmte Geschmacksstoffe zugesetzt werden. Die Verwendung von Mais und Trauben ist nicht zulässig. Zur Klassifikation als Polnischer Wodka bedarf es des Nachweises, dass der Anbau dieser Zutaten wie auch der gesamte Produktionsprozess (mit Ausnahme der Abfüllung) in Polen stattgefunden hat. Solche Produkte sind durch ein entsprechendes Warenzeichen geschützt.
Es ist umstritten, in welchem Land Wodka zuerst hergestellt wurde; sowohl Polen wie Russland nehmen in Anspruch, die Spirituose erfunden zu haben. Nach Ansicht von polnischen Wodkaexperten wurde erstmals im Jahr 1405 in einer historischen Quelle die Herstellung in Polen dokumentiert.

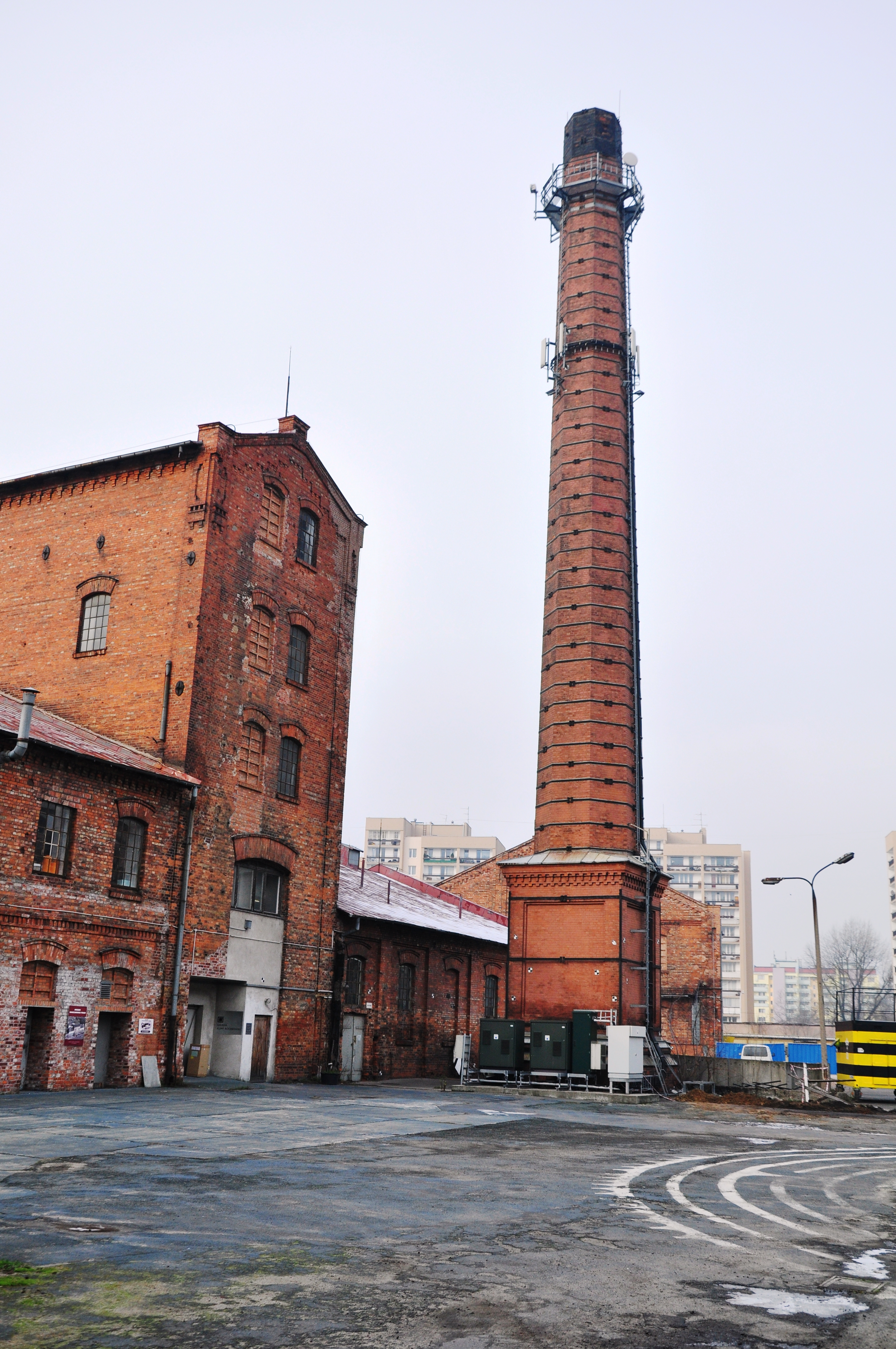
Das heutige Museumsgebäude vor der Sanierung, Ostseite 2010

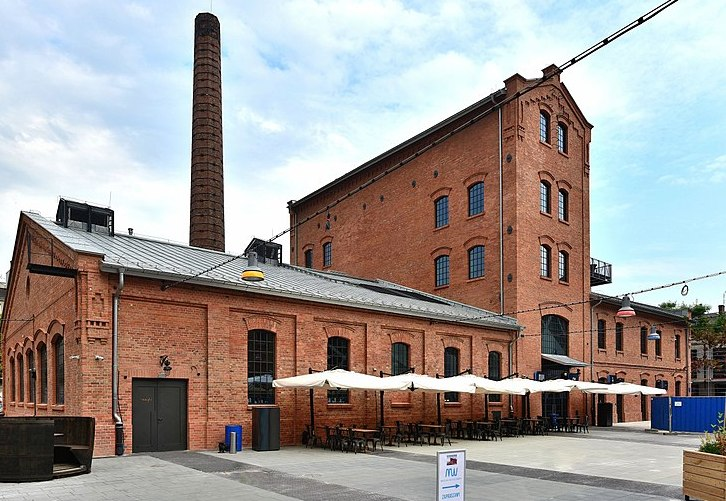
Ansicht vom Westen nach Sanierung, 2018

## Museumsgeschichte
Die Idee zur Gründung eines Museums entstand im Jahr 2004 anlässlich eines Besuches von Vertretern der polnischen Wodkaindustrie bei der Scotch Whisky Association in Edinburgh. Die Diskussionen um ein Gesetz zum Schutz von in Polen produzierten Wodkas bestärkten den Wunsch nach einem Museum zum Thema. Nachdem in einer früheren Warschauer Wodkafabrik ein geeigneter Standort gefunden war, wurden 2014 erste Bausicherungsarbeiten am zukünftigen Museumsgebäude ausgeführt. Im Folgejahr begannen die Bau- und Umbauarbeiten. Sie wurden unter Aufsicht des Denkmalpflegeamtes durchgeführt, da das historische Gebäude unter Denkmalschutz steht. Im Juli 2017 waren die Bauarbeiten abgeschlossen und es begann der innenarchitektonische Ausbau der Museumsräume.
Zur Innenausgestaltung wurde in Zusammenarbeit mit dem polnischen Architektenverband SARP ein Wettbewerb ausgeschrieben, bei dem sich im November 2014 der Innenarchitekt Mirosław Nizio (Nizio Design International) mit einem Multimedia-Konzept durchsetzte. Das Logo des Museums entwarf der Grafikkünstler Andrzej Pągowski. Das internationale Ingenieurbüro Arup beriet bei der Transformation des Gebäudes. Als Generalbauunternehmer wurde Mar-Bud Budownictwo verpflichtet.
Träger des Museums ist eine im Oktober 2015 im Warschauer Handelsregister eingetragene Stiftung (Fundacja Polska Wódka). Das Hauptziel der Stiftung ist das Betreiben des Museums. Daneben sollen Tradition und Kultur der polnischen Alkoholindustrie, das geografische Herkunftswarenzeichen Polska Wódka/Polish Vodka und der verantwortungsvolle Alkoholkonsum gefördert werden. Bei der Finanzierung der Museumsausstattung unterstützte das Unternehmen Pernod Ricard, das in Polen auch in der Wodkaproduktion (Marken: Wyborowa, Luksusowa, Pan Tadeusz) aktiv ist. Ebenso wurden Zuschüsse des Europäischen Fonds für regionale Entwicklung der EU in Höhe von EUR 585.000 in Anspruch genommen. Die Schirmherrschaft übernahm der polnische Wodka-Verband (Stowarzyszenia Polska Wódka). Krzysztof Drągowski wurde als Museumsleiter eingestellt. Die Eröffnung fand im Juni 2018 statt. Innerhalb kurzer Zeit wurde das Museum durch Medienberichterstattung polenweit bekannt.
Ein zweites Wodkamuseum in Warschau befindet sich in der Nähe des Theaterplatzes (Plac Teatralny) in der Ulica Wierzbowa 11. Das Muzeum Wódki präsentiert die Geschichte des Wodkas ab der Einführung moderner Produktionsmethoden im Jahr 1782 in Lemberg (J. A. Baczewski). Nach Eigenangaben beinhaltet es die weltweit größte Sammlung an historischen Gegenständen zur Wodkaproduktion und -Vermarktung. Auch dieses Museum ist mit einem Restaurant und einer Bar verbunden.

## Gebäude
Das Museum befindet sich in einem Gebäude der ehemaligen Koneser-Wodkafabrik im Warschauer Stadtteil Praga. Diese seit dem Jahr 2009 stillgelegte Produktionsstätte, in der früher Wodkamarken wie Luksusowa, Wyborowa oder Siwucha abgefüllt wurden, wurde in den 2010er Jahren unter Einbeziehung historischer Bausubstanz zu einem modernen Wohn-, Büro- und Shoppingkomplex mit gastronomischen Einrichtungen und einem Hotel umgestaltet, dem Centrum Praskie Koneser. Der Umbau des Komplexes war ein Gemeinschaftsprojekt von Liebrecht&Wood und BBI Development.
Das heute das Museum beherbergende neogotische Ziegelsteingebäude wurde von 1897 bis 1970 zur Destillation und Reinigung des Wodkas genutzt; mittels der Rektifikation werden unerwünschte Begleitaromen des Brandes entfernt, vor allem die sogenannten Fuselöle, um ein geschmacksneutrales Produkt zu erhalten. Es war das zentrale Produktionsgebäude des Koneser-Komplexes. Die Inschrift “Rektyfikacja spirytusu 1897–1970” an der Fassade weist auf die ursprüngliche Nutzung hin. Der Baukörper besteht aus drei Teilen: dem fünfgeschossigen Hauptkörper, einem zweigeschossigen und einem eingeschossigen Hallenflügel, in dem früher die Brennerei-Öfen standen und sich heute ein dem Museum angeschlossenes Restaurant befindet. Der Museumsträger tritt als Mieter auf.

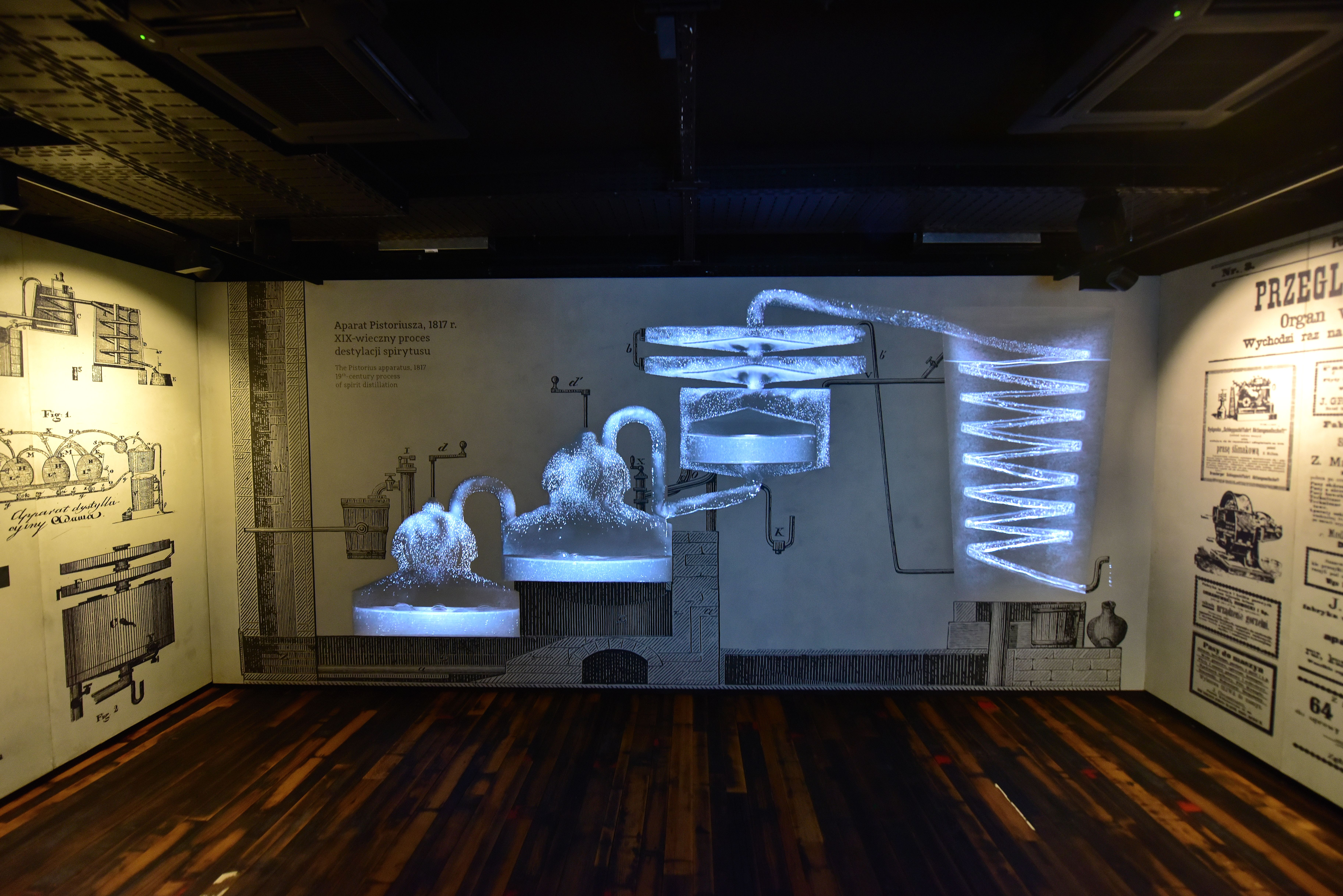
Multimediale Darstellung des Destillationsprozesses (nach Pistorius)

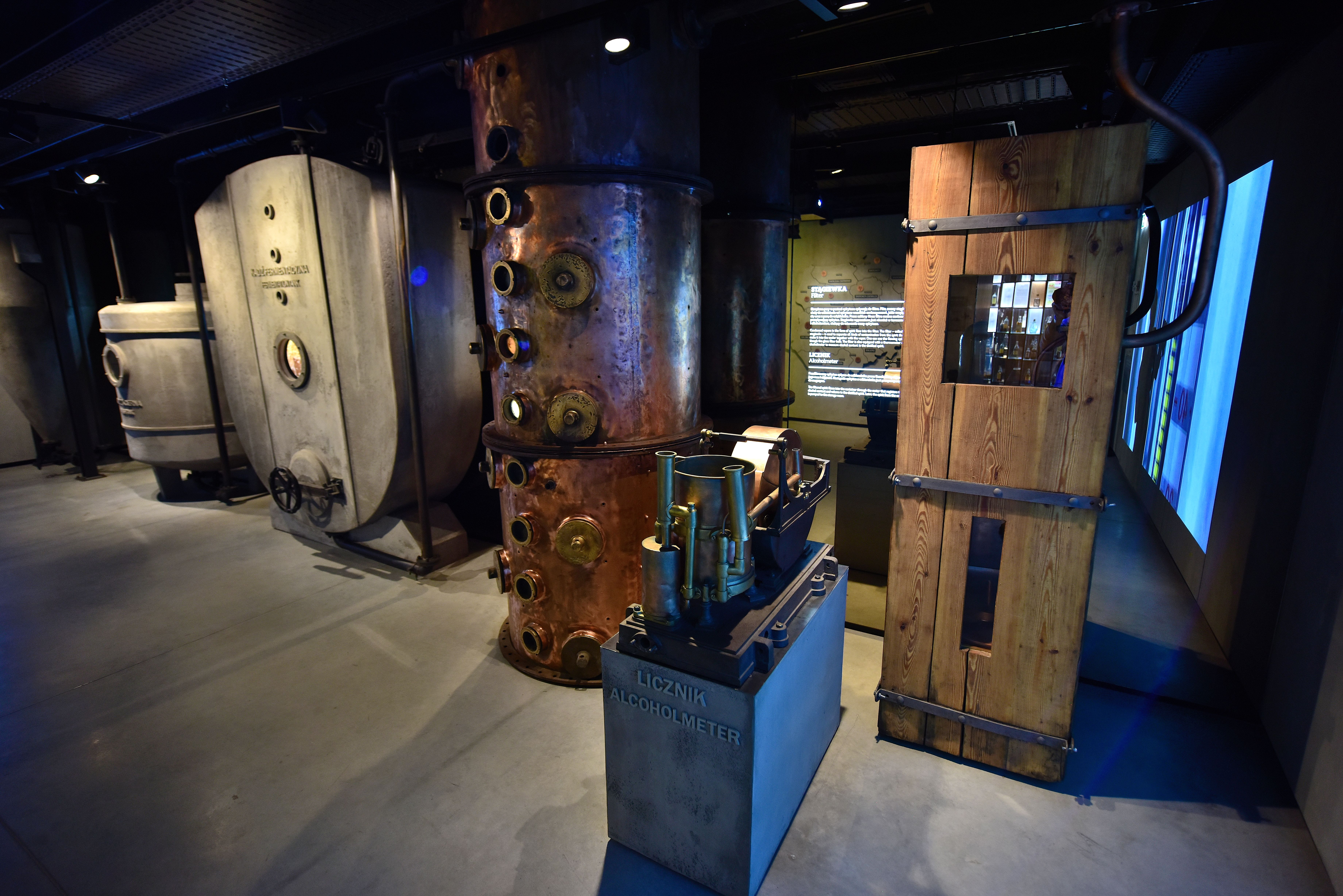
Originale und nachgestellte Produktionsapparaturen

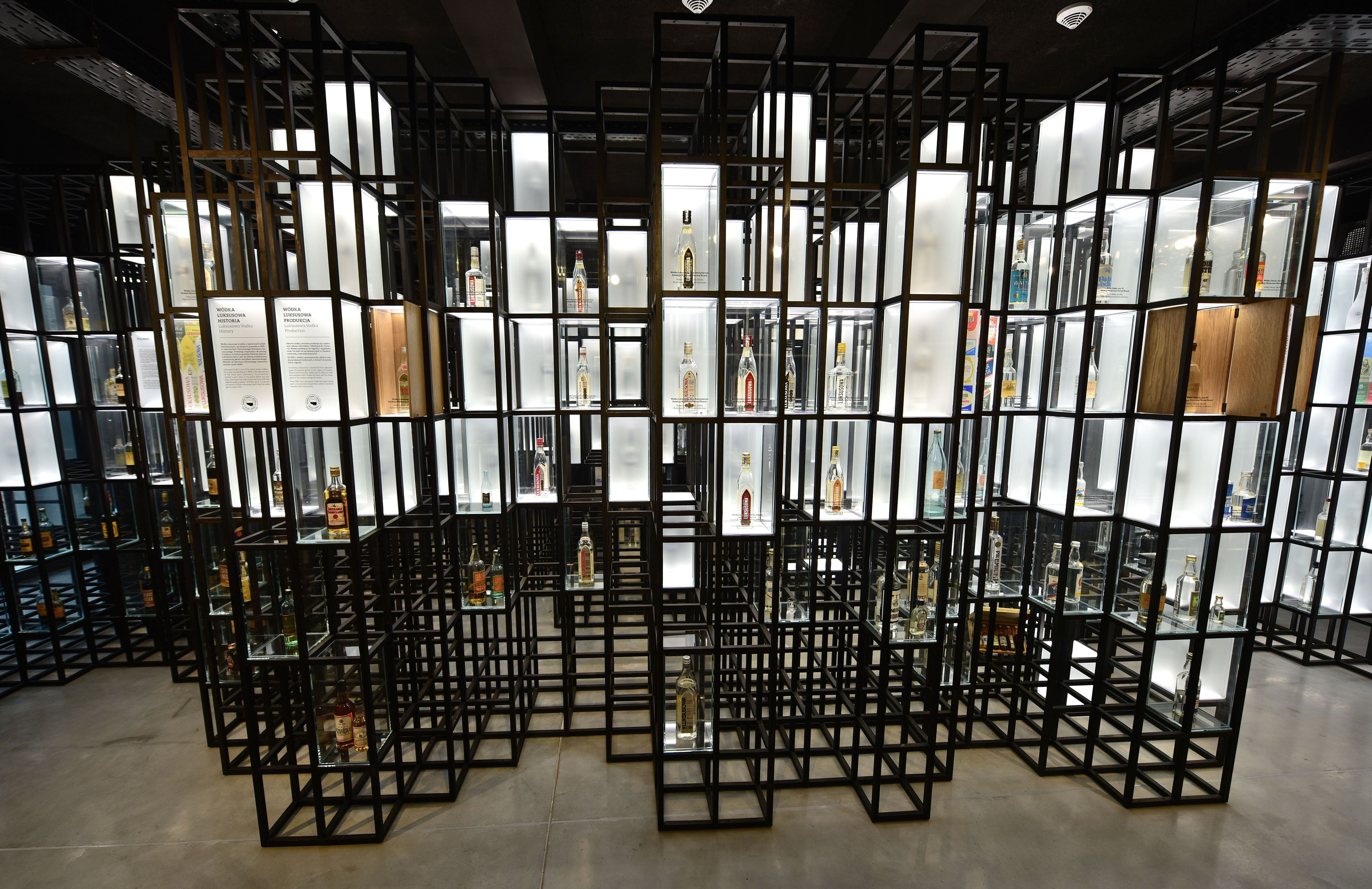
Ausstellung historischer Wodkaflaschen

## Ausstellung
Das Konzept basiert auf Erfahrungen mit modernen Museen, die in den vergangenen Jahren in Polen eröffneten und die als erfolgreich gelten. Nizio Design International hatte bereits die Ausstellungskonzeption für zwei solcher Museen in Warschau, dem Museum des Warschauer Aufstandes und dem Museum der Geschichte der polnischen Juden, entworfen.

### Gruppenbesuch
Ein Besuch des Museums ist nur als Führung in einer Gruppe von rund 20 Personen möglich. Diese Führungen werden in polnischer und englischer Sprache angeboten. Das Museum ist täglich geöffnet, der Besuch erfordert die Volljährigkeit. Die Führung dauert etwa eine Stunde.

### Kinoraum
Zum Führungsprogramm gehört einleitend die Vorführung eines rund 20 Minuten langen Filmes in einem kleinen Kinoraum. Dieser Raum im ersten Stock des Eingangsflügels ist an Wänden und Decken mit einer netzartigen Kupferstruktur ausgestaltet und wurde mit 50 historischen Sitzplätzen aus dem Theater “Komedia” im Warschauer Stadtteil Żoliborz möbliert. Der gezeigte Einführungsfilm stellt Mitarbeiter in der Wodkaherstellung (darunter auch ehemalige Mitarbeiter der Koneser-Fabrik) und ihre Arbeit vor. Die dem Kino zuführende Stahltreppe ist eine Originalkonstruktion des Gebäudes.
Da das letzte im Warschauer Distrikt Praga betriebene Kino, “Praha”, im März 2019 geschlossen werden musste, laufen seit April 2019 im Museumskino am Freitag abend auch Programmfilme.

### Ausstellung
Die Ausstellungen verteilen sich auf fünf Themengebiete, die die 600-jährige Geschichte des polnischen Wodkas präsentieren. Die Darstellung erfolgt mittels Multimediainstallationen und historischen Ausstellungsstücken. Dazu kommen rekonstruierte Produktionsanlagen. In den fensterlosen Räumen wird die Entwicklung von Alkoholproduktionsmethoden, der Vermarktung und der Verwendung der Spirituose präsentiert. Es werden die Rolle, die der Wodka in der Politik, im Handel und im Zusammenleben spielte, erläutert und Trinkbräuche erklärt.
Besucher können das virtuelle Labor eines mittelalterlichen Alchemisten und das Leben in einem polnischen Gast- sowie einem Herrenhaus erleben. Zu den verschiedenen Produktionsanlagen, die teilweise multimedial vorgeführt wurden, gehören der von Johann Heinrich Leberecht Pistorius entwickelte und zur Destillation genutzte Pistoriussche Brennapparat. Zum Teil nachgebaute Apparaturen, wie eine Rektifikationskolonne, ein Aräometer, ein Gärbehälter, eine Maischepfanne, ein Hochdruckdampfapparat und Bottiche können besichtigt werden. Eine originale Backsteinmauer mit historischen Heizkesseln befindet sich im angeschlossenen Restaurant.

### Verkostung und Restaurant
Der Eintrittspreis für das Museum beinhaltet auch einen Gutschein für die Verkostung verschiedener polnischer Wodkasorten. Hier werden – abhängig von der Höhe einer Zuzahlung – qualitativ unterschiedliche Wodkamarken der drei Grundtypen aus Roggen, Weizen und Kartoffeln vorgestellt. Die Verkostung findet in den Räumen der museumseigenen Wodka-Akademie statt, in der auch Workshops durchgeführt werden. Im fünften Geschoss des Museums bietet die “Bar ¾” einen Blick auf die Gesamtanlage. Im eingeschossigen Flügelgebäude befinden sich das Restaurant “Zoni” (dessen Gründungsküchenchef, Aleksander Baron, ein bekannter Warschauer Koch ist) und eine weitere Bar, die “WuWa Bar”. “Zoni” wurde im Jahr 2019 im Rahmen des World Interiors News Award (Shortlist) zu den bestgestalteten Restaurants weltweit gezählt.

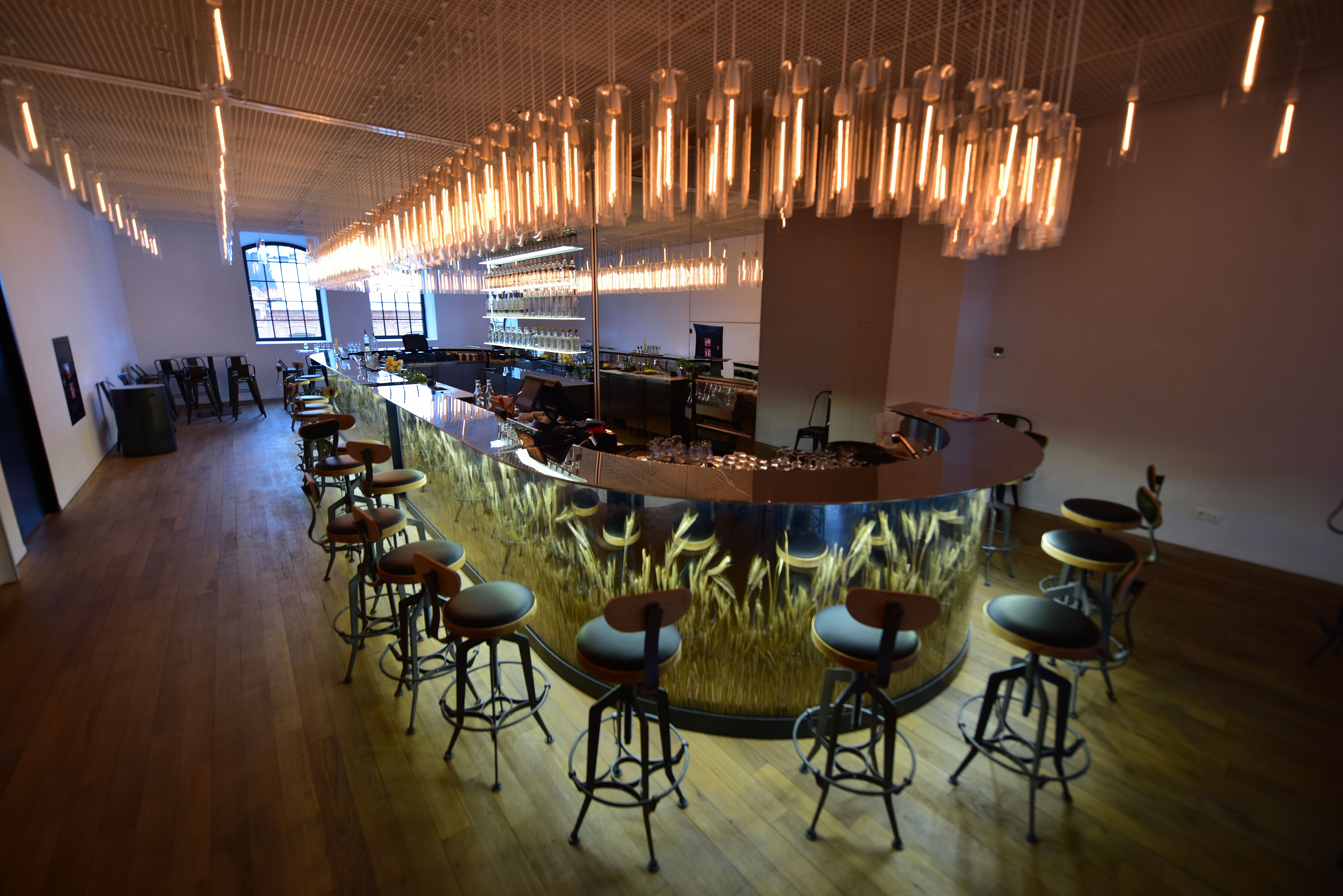
Einer der Verkostungsräume der museumseigenen Akademie

## Kommerzieller Hintergrund
Neben der musealen Komponente dienen das Wodkamuseum und dort stattfindende Veranstaltungen auch zu Marketingzwecken.

“Nasza koncepcja zakłada połączenie w obrębie obiektu dwóch nadrzędnych funkcji: muzealnej i komercyjnej.”

„Unser Konzept beinhaltet die Kombination von zwei übergeordneten Funktionen innerhalb der Einrichtung: Museum und Werbung.“

Federführend bei der Idee zum Museum, der Entwicklung des Konzeptes und der Finanzierung war der Verband der polnischen Wodkaproduzenten unter Leitung von Pernod Ricard. Der Verbandsvorsitzende, leitender Angestellter bei Pernod Ricard, ist ebenfalls Vorsitzender der Museumsstiftung. In der Präsentation und Degustation von Wodkamarken wird ein Schwerpunkt auf Marken des Pernod-Ricard-Konzerns gelegt: Wyborowa, Luksusowa, Pan Tadeusz und Ostoya.

“Polish Vodkas are strategic pillars of our activities in Poland. We strongly believe that everyone visiting the museum will appreciate Polish Vodka’s fascinating history that is several centuries long. They will undoubtedly love its unbeatable quality and taste. I trust that this museum will strengthen awareness and knowledge about Polish Vodka.”

„Polnische Wodkas sind strategische Säulen unserer Geschäftsaktivitäten in Polen. Wir glauben fest daran, dass jeder, der das Museum besucht, die faszinierende, jahrhundertelange Geschichte des polnischen Wodkas, zu schätzen lernen wird. Sie [gemeint: die Besucher] werden zweifellos seine unschlagbare Qualität und Geschmack lieben. Ich bin sicher, dass dieses Museum das Bewusstsein und Wissen über polnischen Wodka stärken wird.“

Das Museum feiert das polnische Nationalgetränk auch aus wirtschaftlichen Gründen. Nach einem Bericht des Mitteldeutschen Rundfunks zum Museum sei die PR-Offensive notwendig. Nach Jahrhunderten des Erfolgs gehe der Wodkaverbrauch in Polen zurück. Immer mehr Polen würden sich Wein anstelle des billigen Wodkas leisten. Im Jahr 2017 produzierte das Land nur noch rund 93 Millionen Liter und damit 4,2 Prozent weniger Wodka als im Vorjahr.
Die Entstehung des Museums mit der Darstellung der 600-jährigen Geschichte und Tradition der polnischen Wodka-Produktion fällt außerdem in eine Zeit, in der polnische und russische Vertreter um die Erfindung des Wodkas streiten. In Sankt Petersburg und Moskau (wie auch in Amsterdam) existierten bereits Wodka-Museen, in denen auf die ursprünglich russische Herkunft der Spirituose verwiesen wird. Auch dazu soll das modernere Warschauer Museum eine andere Botschaft senden.